# اندیس جزیره هنگام
جزیره هنگام یک اندیس فلزی است که در حوالی شهر بندر خمیر استان هرمزگان قرار دارد و مادهٔ معدنی موجود در آن، آهن است.سنگ میزبان این اندیس ژیپس و انیدریت آغشته به رس و اکسید آهن است و دیرینگی آن به دوران پرکامرین می‌رسد. در این اندیس، پاراژنز‌های گوتیت یافت می‌شوند.